# سربریانسک
سربریانسک (به قزاقی: Serebryansk) یک منطقهٔ مسکونی در قزاقستان است که در استان قزاقستان شرقی واقع شده‌است. سربریانسک ۱۰٬۱۲۹ نفر جمعیت دارد.